# William Alexander McKenzie
Pour les articles homonymes, voir William McKenzie et McKenzie.
William Alexander McKenzie (29 janvier 1874-8 juillet 1966) est un homme politique canadien de la Colombie-Britannique. Il est député provincial conservateur de la circonscription britanno-colombienne de Similkameen d'une élection partielle en 1918 à 1933.
McKenzie siège au cabinet du premier ministre Simon Fraser Tolmie aux poste de ministre des Mines et de ministre du Travail d'août 1928 à juin 1933.

## Biographie
Né à Puslinch (en) en Ontario, McKenzie s'établit à Penticton et siège comme préfet en 1917. Lors de sa nomination au conseil des ministres, il déménage dans la capitale Victoria.
McKenzie meurt à Victoria en juillet 1966 à l'âge de 92 ans.

## Famille
L'un de ses fils, Hon. Lloyd George McKenzie (1918-2005), est juge à la Cour suprême de la Colombie-Britannique et, après sa retraite en 1993, occupe la position sans aucun précédent d'agent d'information à la fois à la Cour d'appel et à la Cour suprême,,,.